# 2-氨基-3-甲基-9H-吡啶并［2,3-b］吲哚
2-氨基-3-甲基-9H-吡啶并[2,3-b]吲哚是一种含氮杂环有机物，化学式为C12H11N3。它可由2-氨基吲哚和3-氨基-2-甲基丙烯腈的反应制得。
它在烧烤食品、蛋白质热解产物及香烟烟雾中被发现。